# Szaggató
A szaggató az elektromos technikában ma már mind elterjedtebben használt feszültségszabályozási összeállítás. Legelterjedtebben az egyenfeszültségű technikában használják, mivel itt csupán a feszültség vagy az áram változtatásával lehetséges a leadott teljesítményt szabályozni, ellentétben például a váltakozó feszültségnél, ahol a többek között frekvenciának a változtatásával is lehet a leadott teljesítményt szabályozni.
Felépítés: A szaggató két fő részből tevődik össze, ezek közül az egyik valamilyen félvezető eszköz, illetve az ezt vezérlő elektronikai rendszer. A kezdeti szakaszban a tirisztort használtak a szaggatóban félvezető eszközként (GTO), a modernebb szaggatókban (IGBT) már tranzisztorokat alkalmaznak.

## Működése
A szaggató működése közben tulajdonképpen egy kapcsolóként használják a félvezető eszközt. A bekapcsolt és kikapcsolt periódusok arányaival lehetséges a fogyasztóra jutó feszültséget szabályozni, azaz ha több a kikapcsolt állapot, akkor kisebb a feszültség, ha pedig az úgynevezett gyújtójelet folyamatosan kapja a félvezető, akkor nem kapcsol ki, hanem folyamatosan engedi a bejövő feszültséget a fogyasztóra.
Az egészet képletes példával összefoglalva: egy kerti csapot meg lehet nyitni félig, ekkor a csapon csak fél keresztmetszeten jön a víz. ilyen az, amikor az egyenáramú körbe egy ellenállást teszünk ( mint a korábbi villamosoknál), ilyenkor a csap leszűkíti a kijövő víz útját. Ha viszont azt játsszuk, hogy egy golyóscsapot kinyitunk-elzárunk, akkor látni fogjuk, hogy minél nagyobb a kinyitva töltött idő, annál hamarabb telik meg a vödör vízzel, a leghamarabb pedig akkor, ha teljesen megnyitjuk és nem zárjuk el.

## Előnyei
A teljesítményelektronikával (szaggatóval) vezérelt fogyasztók energiafelhasználása kisebb, mivel a működtetett fogyasztóhoz képest a szaggató viszonylag keveset fogyaszt. Korszerű, halk működést biztosít, noha bizonyos eszközöknél hallani a jellegzetes vinnyogó hangot, egy adott kapcsolási tartományban. A félvezető eszközök nem igényelnek karbantartást, a korábbi villamostípusoknál (például a Ganz UV-nál) viszont egy kontaktor összeégése nagy zavart tudott okozni. A szaggatós járművek nagy előnye, hogy fékezésnél a termelődő energia egy részét a hálózatba vissza tudja táplálni, valamint sokkal kényelmesebb, fokozatmentes, rángatásmentes fékezést és indulást lehet vele elérni.

## Hátrányai
A szaggatós eszközök hátrányai közé sorolható a kialakítás költségvonzata, melyet csak növel az, hogy a félvezetős eszközök nem képesek úgynevezett galvanikus leválasztásra (azaz attól, hogy a tirisztor kioltott, még nem lehetünk benne biztosak, hogy a megtáplált részen nincs semmilyen feszültség), ezért olyan egységkapcsolókat (kontaktrorokat) kell beépíteni, ami az eszköz kikapcsolásakor fizikailag is leválasztja a tápfeszültségről a mögöttes hálózatot, ezek azonban ismét jelentősen emelik a költségeket, mivel ezeknek a kontaktoroknak jóval nagyobb teljesítményt kell megszakítaniuk, mint a régebbi kontaktor-ellenállás elven működő kocsik kontaktorainak.
Végeredményben elmondható, hogy az egyenáramú feszültségszabályozás ma már elterjedt módja, a korszerű elektronika elengedhetetlen kelléke a műszeripartól a járműgyártásig a szaggató.